# 茹科夫區

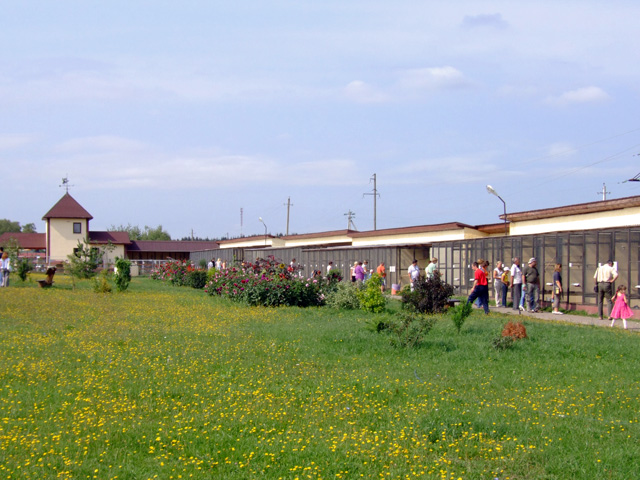

55°02′N 36°45′E / 55.033°N 36.750°E
茹科夫區（俄语：Жуковский район），是俄羅斯的一個區，位於該國西部，由卡盧加州負責管轄，面積1,360平方公里，2010年該區人口48,999，人口密度每平方公里36.03人。数学家巴夫努提·列沃维奇·切比雪夫出生于此。